# Jüdischer Friedhof (Markoldendorf)

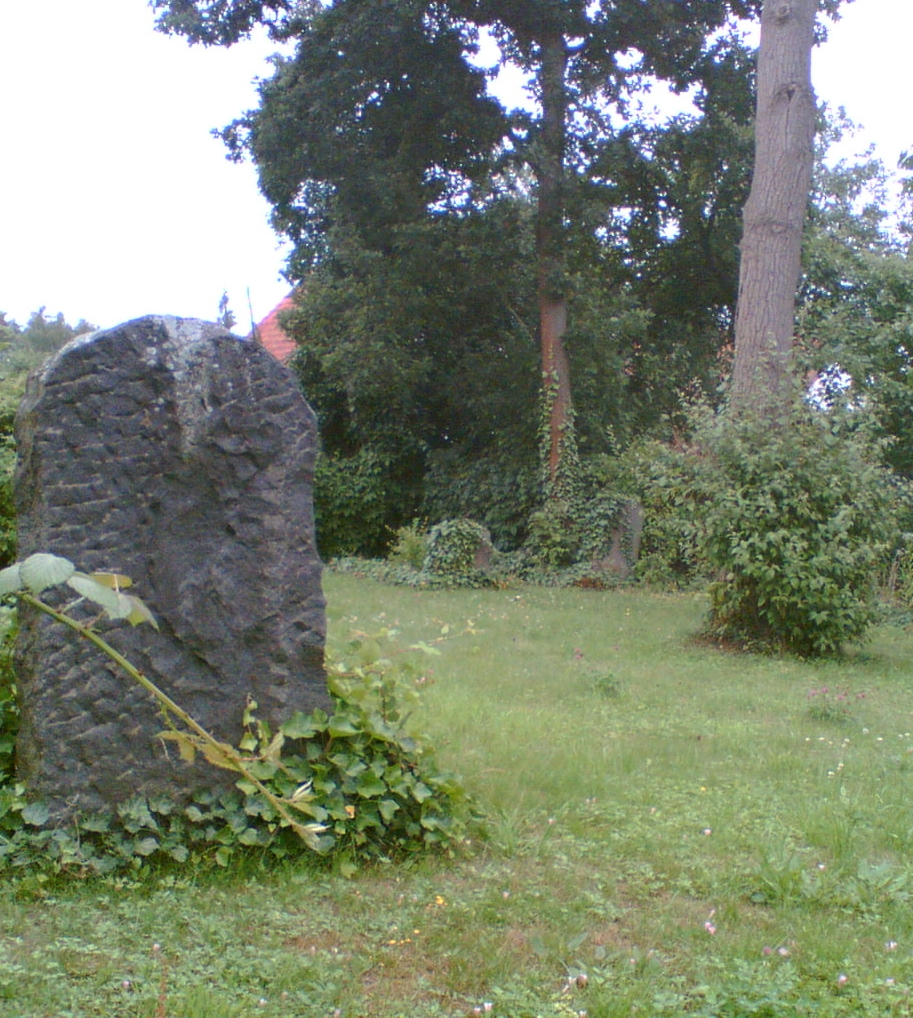
Jüdischer Friedhof Markoldendorf

Der Jüdische Friedhof Markoldendorf ist ein jüdischer Friedhof in der Ortschaft Markoldendorf, die zur niedersächsischen Kleinstadt Dassel im Landkreis Northeim gehört. Er ist ein geschütztes Kulturdenkmal.
Auf dem Friedhof, der an der Eickestraße liegt, befinden sich vier Grabsteine.